# Iwan Jaremczuk
Iwan Iwanowycz Jaremczuk, ukr. Іван Іванович Яремчук, ros. Иван Иванович Яремчук, Iwan Iwanowicz Jaremczuk (ur. 19 marca 1962 w Boczkowie Wielkim w obwodzie zakarpackim) – ukraiński piłkarz, grający na pozycji pomocnika, reprezentant ZSRR.

## Kariera piłkarska

### Kariera klubowa
Wychowanek szkoły piłkarskiej w Boczkowie Wielkim i szkoły sportowej w Kijowie. Reprezentował barwy klubów Dniepr Czerkasy i SKA Kijów. Przełom w jego karierze nastąpił w 1985, kiedy został zawodnikiem Dynama Kijów. Jako podopieczny trenera Walerego Łobanowskiego zdobył wiele sukcesów.
W sierpniu 1986 na turnieju Trofeo Santiago Bernabéu w meczu z Realem Madryt doznał złamania nogi. Po kontuzji nie wrócił już do wysokiej formy sportowej. Po nieudanych dla reprezentacji ZSRR Mistrzostwach Świata w 1990 zdecydował się wyjechać za granicę. Do 1993 grał w Niemczech, następnie zaś w Rosji, Izraelu, Czechach i Kazachstanie. Na koniec kariery powrócił na Ukrainę. Ostatnim klubem, w którym występował była Prykarpattia Iwano-Frankowsk. Karierę zakończył w 1998 w wieku 36 lat. Od tego czasu nie jest zawodowo związany z futbolem. Zajmuje się prywatnym biznesem.

### Kariera reprezentacyjna
Niedługo po przejściu do Dynama trafił do reprezentacji ZSRR. 23 kwietnia 1986 zadebiutował w barwach Sbornej w spotkaniu towarzyskim z Rumunią przegranym 1:2. W latach 1986–1990 rozegrał w niej 18 meczów, strzelił 2 bramki. Dwukrotnie, w 1986 i 1990, brał udział w turniejach o Mistrzostwo Świata.

## Sukcesy i odznaczenia

### Sukcesy klubowe
- zdobywca Pucharu Zdobywców Pucharów: 1986
- mistrz ZSRR: 1985, 1986, 1990
- wicemistrz ZSRR: 1988
- brązowy medalista Mistrzostw ZSRR: 1989
- zdobywca Pucharu ZSRR: 1985, 1987, 1990
- zdobywca Pucharu sezonu ZSRR: 1985
- brązowy medalista Mistrzostw Ukrainy: 1997

### Sukcesy reprezentacyjne
- uczestnik Mistrzostw Świata: 1986, 1990

### Odznaczenia
- tytuł Zasłużonego Mistrza Sportu ZSRR: 1986
- Order „Za zasługi” III klasy: 2004[1]